# Сан-Кристобаль (остров, Галапагос)
Сан-Кристобаль (Чатем) (исп. Isla San Cristóbal, англ. Chatham) — самый восточный из островов Галапагос. Административный центр провинции Галапагос, город Пуэрто-Бакерисо-Морено, расположен на юго-восточном отроге Сан-Кристобаля.

## Этимология
Испанское название Сан-Кристобаль дано в честь Святого Христофора, покровителя мореплавателей. Более старое английское название Чатем дано в честь бывшего британского премьер-министра Уильяма Питта, 1-го графа Четэм.

## География

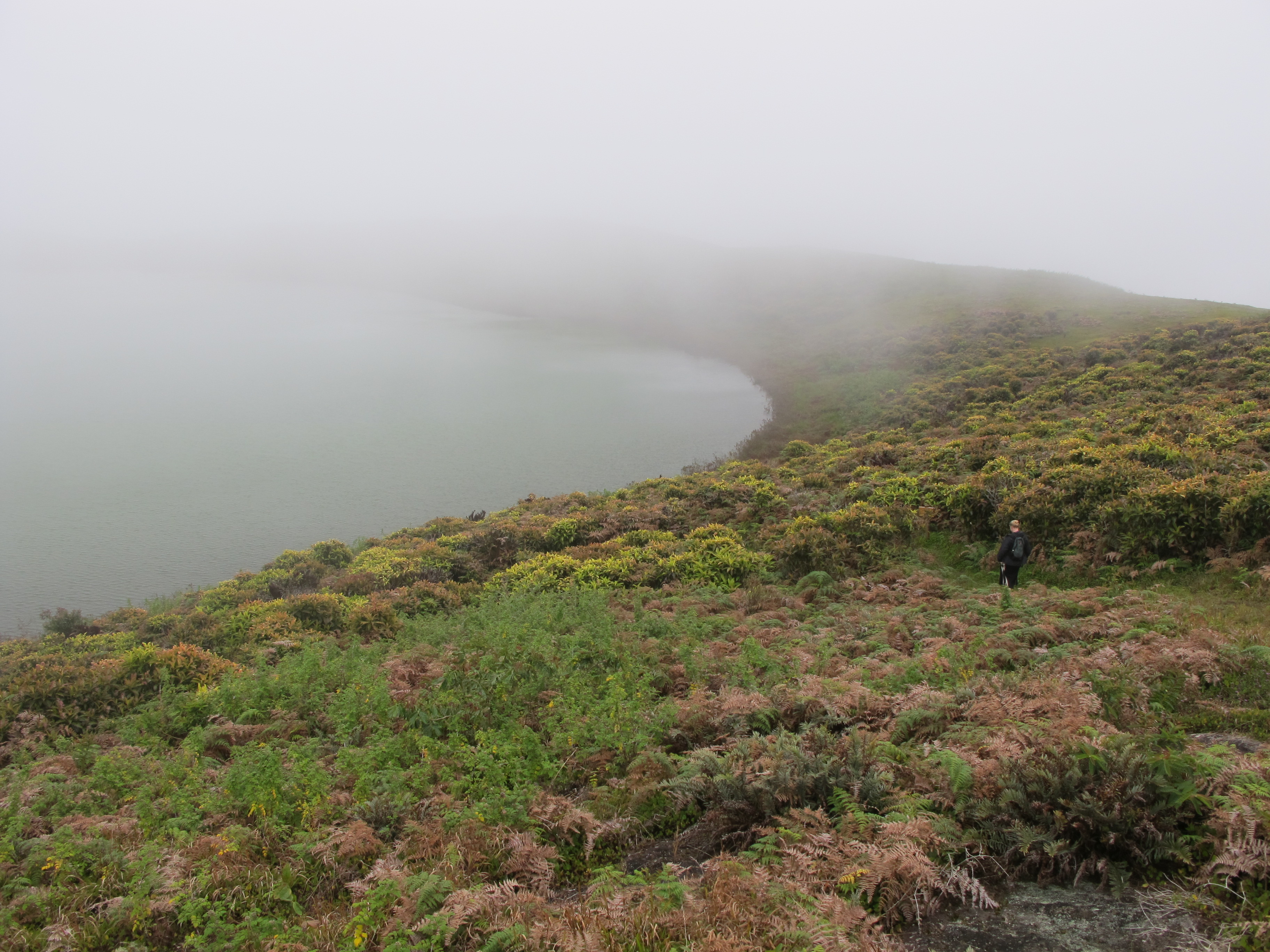
Лагуна Эль-Хунко

Площадь острова составляет 558,08 км², самой высокой точкой является потухший вулкан высотой 730 м. Из-за многочисленных осадков на склонах вулкана климат очень влажный, за исключением плоской северо-восточной части острова, которая весьма засушливая. С момента заселения людьми флора и фауна острова претерпели сильные изменения, а характерная для влажных биотопов растительность сохранилась лишь в немногих его частях. Интенсивные меры по восстановлению лесов нацелены на воссоздание изначального состояния острова.

## Флора и фауна
На острове обитают многочисленные великолепные фрегаты, морские львы, красноногие олуши, голубоногие олуши, игуаны и галапагосские чайки. В прибрежных водах обитают дельфины, скаты, акулы и омары. Эндемиками острова являются ящерицы вида Microlophus bivittatus.
На южной горной стороне острова находится лагуна Эль-Хунко, самый крупный пресноводный резервуар островов Галапагос. В Ла-Галапагере находится питомник по разведению слоновых черепах.
Растительность Сан-Кристобаля включает такие виды, как Calandrina galapagos и Leocarpus darwinii, а также деревья Lignum vitae и Matazama.

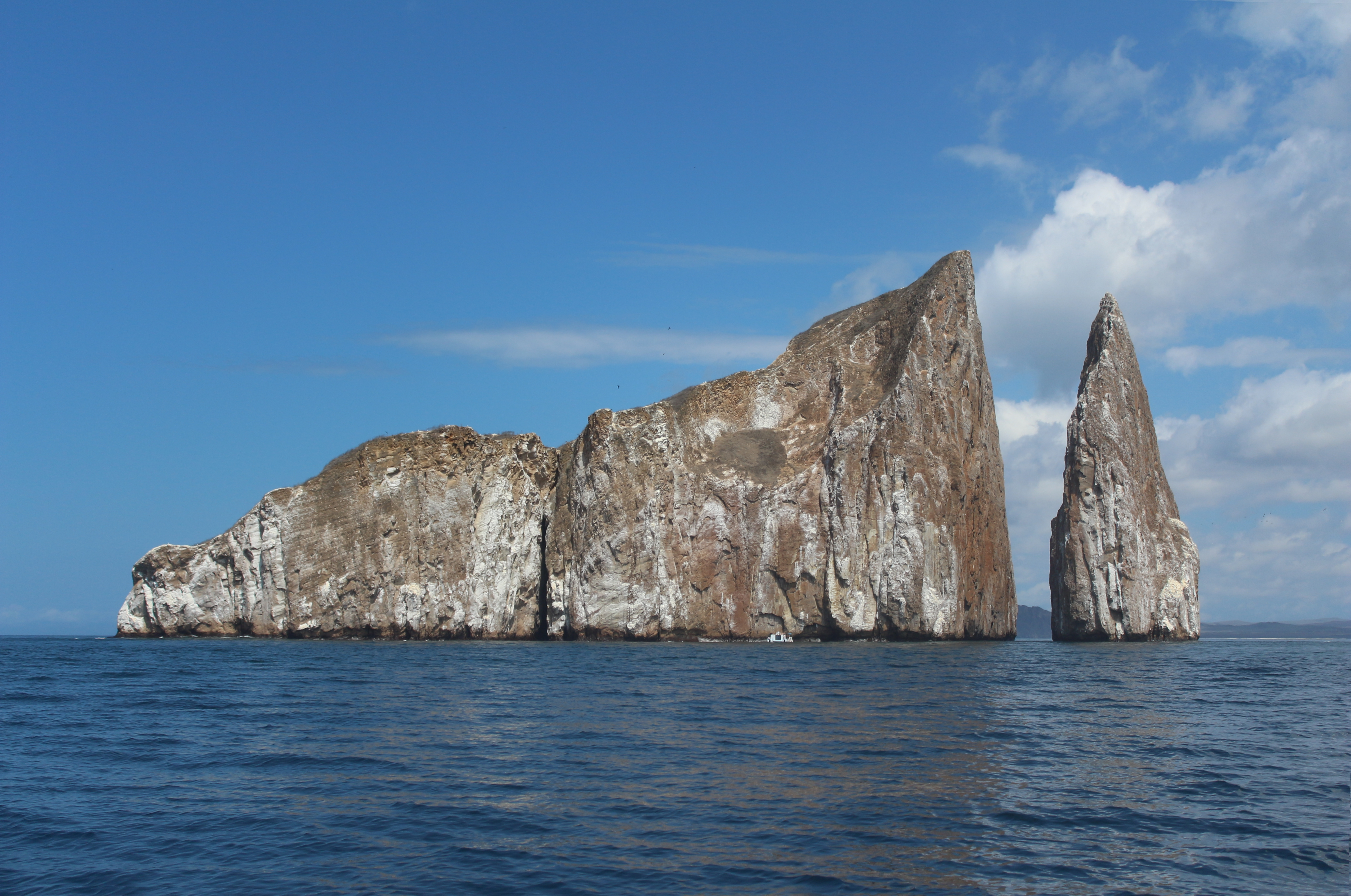
Скала «Спящий лев» (исп. León Dormido), рядом с восточным побережьем острова
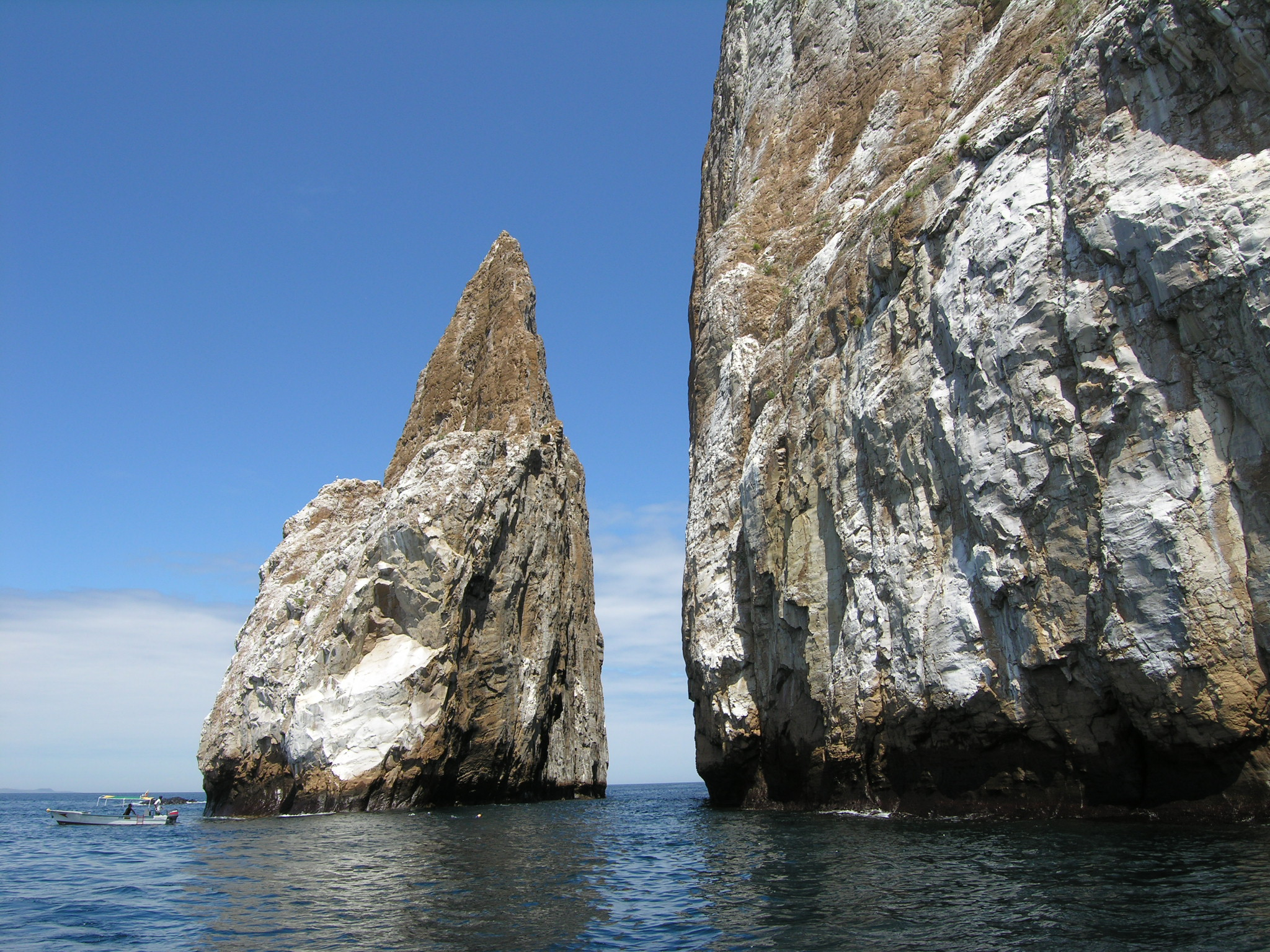
У скалы «Спящий лев»
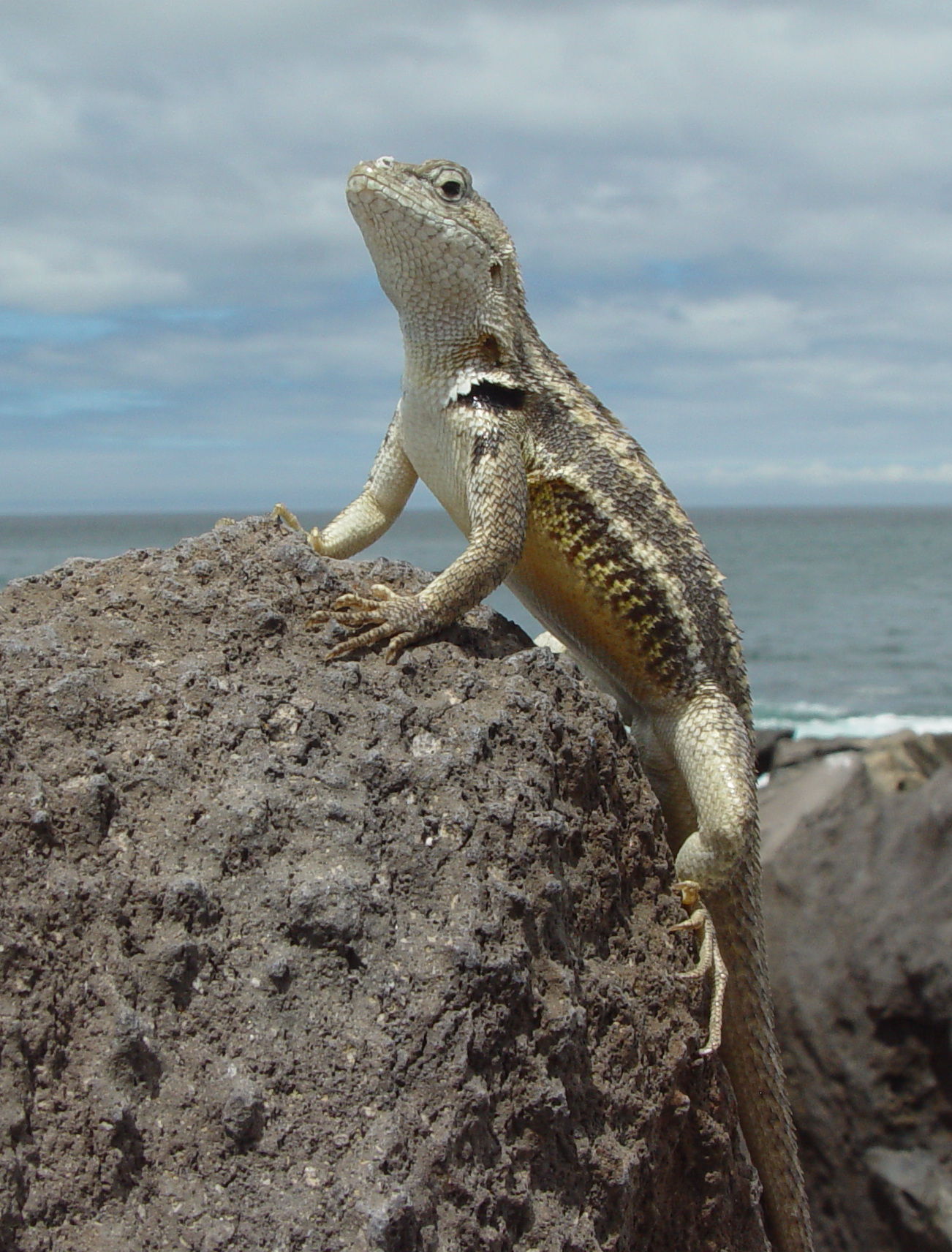
Microlophus bivittatus, эндемик острова, на куске застывшей лавы